# Norveška šuma
Norveška šuma (japanski: ノルウェイの森; hrvatski: Norveška šuma)  roman je japanskog pisca Harukija Murakamija iz 1987. godine. Roman je nostalgična priča o gubitku i seksualnosti. Glavni protagonist i pripovjedač romana je Toru Watanabe, koji se prisjeća svojih studentskih dana iz Tokija. Kroz njegova sjećanja na mladenačke dane, vidimo kako Toru razvija odnos s dvije jako različite žene — prelijepom, ali emocionalno opterećenom Naoko te društvenom i živahnom Midori.
Radnja romana smještena je u Tokiju tijekom 1960-ih godina kada su japanski studenti, kao i brojni diljem svijeta, protestirali protiv sustava. Iako studentski pokret služi kao pozadina za razvoj fabule romana, Murakami ga (kroz Toruove i Midorine oči) prikazuje kao slabašan i licemjeran pokret. 
Prvi dio romana temeljen je na jednoj ranijoj Murakamijevoj priči, "Krijesnica", koju je proširio za potrebe romana. Priča je, kasnije, uključena u zbirku Slijepa vrba, uspavana žena. Norveška šuma je postala hit među japanskom mladeži i od Murakamija je učinila svojevrsnu zvijezdu u Japanu, što mu je u to vrijeme predstavljalo problem.
Istoimeni film snimljen je prema romanu i izdan je u Japanu 11. prosinca 2010., a režirao ga je francusko-vijetnamski redatelj Trần Anh Hùng.

## Naslov
Izvorni japanski naziv, Noruwei no Mori, predstavlja standardni japanski prijevod naslova pjesme "Norwegian Wood" sastava The Beatles, koju je napisao John Lennon. Sama pjesma se u romanu često spominje, a ujedno je i najdraža pjesma Toruove djevojke Naoko. Ipak, Mori na japanskom jeziku označava "šumu", a ne "drvo", o kojemu pjesma govori. Uloga šume i šumska scenografija također igraju veliku ulogu u romanu. 

## Likovi
- Toru Watanabe|ワタナベ トオル|Watanabe Tōru — glavni lik i pripovjedač. Toru je student iz Tokija prosječnih sposobnosti koji studira dramaturgiju, ali bez nekih jasnih uvjerenja i razloga zašto to čini. Za razliku od većine studenata, zanima ga zapadna, posebice američka književnost. Njegov najbolji prijatelj je Kizuki, a kasnije razvija veze s Naoko i Midori.
- Naoko'|直子|Naoko — prelijepa, ali emocionalno nestabilna djevojka koja je isprva Kizukijeva djevojka, ali nakon njegove smrti bude s Toruom. Njezina sestra počinila je samoubojstvo kada je imala 17, što zajedno s Kizukijevom smrću, ima velik utjecaj na njezinu ličnost.
- Midori Kobajashi|小林 緑|Kobajashi Midori — Toruova kolegica, izrazito živahna i društvena. Zajedno sa sestrom, pomaže ocu voditi malenu knjižaru. Na početku je imala dečka, ali ubrzo joj se, nakon boljeg upoznavanja, počinje sviđati Toru, što njega stavlja u nezgodnu situaciju.
- Reiko Ishida|石田 玲子|Ishida Reiko}} — pacijentica u planinskom aziliju u koji odlazi Naoko. Kako dijeli sobu s Naoko, njih dvije ubrzo postaju bliske prijateljice. Reiko je bila uspješna pijanistica i gitaristica kojoj su neprestani mentalni problemi uništili prvo karijeru, a onda i brak. Pokušava savjetovati Torua i Noko u njihovoj vezi.
- Kizuki|キズキ|Kizuki — Toruov najbolji prijatelj iz srednje škole, i prvi dečko kog je Naoko imala. Ubio se kada je imao 17 godina.
- Nagasawa|永沢|Nagasawa — student diplomacije u Tokiju čije se prijateljstvo s Toruom rasplamsalo zbog knjige The Great Gatsby, koju obojica obožavaju. Nagasawa je neuobičajeno karizmatičan, a njegova kompleksnost ogleda se kako kroz njegove ideale tako i kroz veze. Toru ga rutinski prati u barove, gdje pronalaze cure za seks.
- Hatsumi|ハツミ|Hatsumi — Nagasawina djevojka koja je s njim puno propatila. Draga žena po prirodi, pokušala je ponuditi savjet Toruu, ali on se odbio povjeriti kako njoj tako i Nagasawi. Dvije godine nakon što je Nagasawa otišao za Njemačku, Hatsumi se udala, samo da bi nakon dvije godina počinila samoubojstvo. Ova vijest natjera Torua da prekine prijateljstvo s Nagasawom.
- "Jurišnik"|突撃隊|Totsugekitai — Toruov cimer koji je opsjednut čistoćom, studira kartografiju. Isprva se odseli, ostavivši cijelu sobu Toruu, a kasnije u potpunosti napušta dom.
- Itoh — student slikarstva kog Toru upozna nakon što se odseli iz doma kog je djelio s Nagasawom i "Jurišnikom". Otkrije se kako im je zajednička ljubav Boris Vian. Ima djevojku u rodnom gradu, Nagasakiju, ali njezino nezadovosljstvo njegovim izborom studija rezultira njegovim nezadovoljstvom njihovom vezom.
- Momoko "Momo" Kobajashi — Midorina sestra.
- G. Kobajashi — Midorin otac, udovac. Midori je isprva rekla da je emigrirao u Urugvaj, ali to se ispostavilo šalom; G. Kobajashi je, zapravo, bio u tokijskoj bolnici zbog raka mozga. Kada ga Midori i Toru posjete, Toru ostane nakratko i sam se brine o njemu. Kasnije umre, nakon čega njegove kćeri prodaju knjižaru kako bi se odselile u drugu četvrt.

## Aluzije
- Jedna od najdražih knjiga Torua i njegova prijatelja Nagasawe je roman The Great Gatsby F. Scotta Fitzgeralda. Prije Gatsbyja, Toru je jako volio knjigu The Centaur Johna Updikea, koju je pročitao nekoliko puta.
- Tijekom njegovih prvih susreta s Naoko i Reiko u aziliju, Toru čita roman Čudesna gora Thomasa Manna. Isto tako procjenjuje i roman Unterm Rad, drugu knjigu Hermanna Hessea.
- Kada Toru posjeti Naoko u aziliju, njih se dvoje prisjete događaja kada su Kizuki i on uzeli motocikl kako bi ju posjetili u bolnici. Ista ta priča, samo proširena, ispripovijedana je u naslovnoj priči zbirke Slijepa vrba, uspavana žena.

## Vanjske poveznice
- Norwegian Wood by Haruki Murakami, Reviewed by Ted Gioia  Arhivirana inačica izvorne stranice od 14. listopada 2013. (Wayback Machine)